# جون بيشوب بوتنام
جون بيشوب بوتنام (بالإنجليزية: John Bishop Putnam)‏ هو ناشر أمريكي، ولد في 17 يوليو 1849، وتوفي في 7 أكتوبر 1915.